# Para-lama

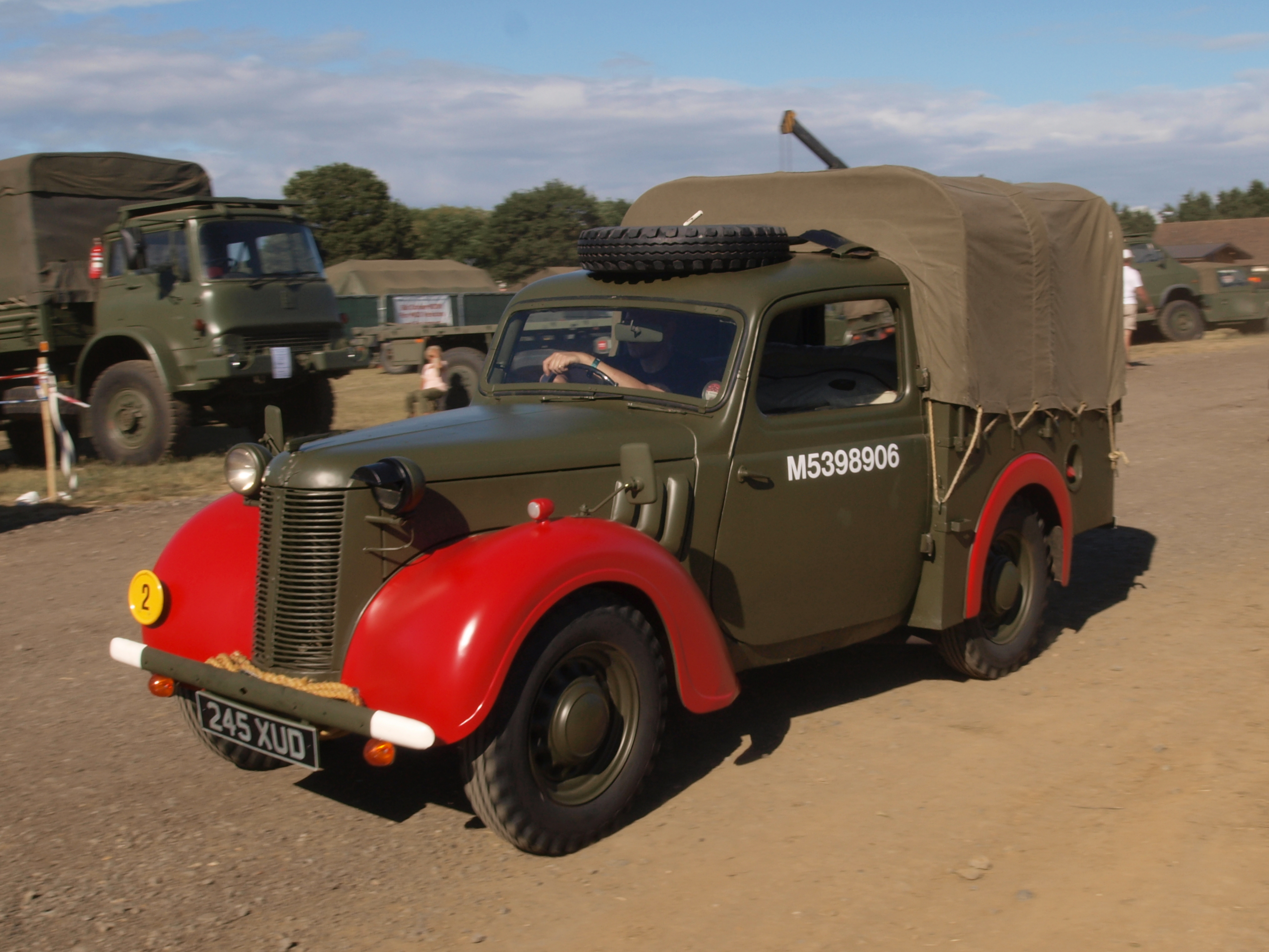
Veículo Austin 10, com os seus para-lamas pintados de vermelho

Um para-lama, para-lamas ou guarda-lamas é uma parte da carroçaria de um veículo que se constitui num anteparo recurvado sobre as rodas com o fim de proporcionar proteção contra pedras, detritos ou lama, que podem danificar o veículo.